# Schaffneria hungerfordi
Schaffneria hungerfordi är en insektsart som beskrevs av Knight 1966. Schaffneria hungerfordi ingår i släktet Schaffneria och familjen ängsskinnbaggar. Inga underarter finns listade i Catalogue of Life.